# Robert Trompowski
Robert Trompowski port. Roberto Leitão de Almeida Trompowski (ur. 8 lutego 1853 w Desterro, obecnie Florianópolis, zm. 2 sierpnia 1926) – brazylijski wojskowy polskiego pochodzenia, marszałek Sił Zbrojnych Brazylii.
Był synem Anny Elżbiety Trompowskiej i José Leitão de Almeida. 29 grudnia 1869 roku, w wieku szesnastu lat wstąpił do baterii artylerii pieszej. W latach 1871–1874 był słuchaczem szkoły wojskowej w Rio de Janeiro. Dwa lata później jako porucznik uzyskał stopień doktora nauk matematycznych i fizycznych. 8 lutego 1887 roku zawarł związek małżeński z Luizą de Andrade Figueira. Z tego związku urodził się Armando, przyszły marszałek i dowódca brazylijskich Sił Powietrznych. Pełniąc funkcję inspektora szkolnictwa wojskowego Brazylii przeprowadził jego gruntowną reformę opartą na wzorcach europejskich. 8 lutego 1919 r. przeniesiony został w stan spoczynku, w stopniu marszałka. Zmarł 2 sierpnia 1926 roku. 13 marca 1962 roku został patronem brazylijskiego szkolnictwa wojskowego.